# Ne vedem la Paris
Ne vedem la Paris (titlul original în engleză Find Me in Paris, tradus și Găsește-mă la Paris, sau O balerină la Paris) este un serial de dramă pentru adolescenți, în limba engleză, având multe personaje de care te atașezi ușor (Lena, Ines, Jeff, Max etc.).  A avut premiera pe 14 aprilie 2018, pe Hulu, și este produs de ZDF și Cottonwood Media. Serialul este filmat la Paris, în zone precum Palais Garnier și Opera Națională din Paris.
Al doilea sezon, format din 26 de episoade, a avut premiera pe 16 august 2019. Filmările pentru cel de-al treilea sezon au început în iulie 2019. Din septembrie 2019, Find Me in Paris este disponibil în 130 de țări.

## Intrigă
Găsește-mă la Paris urmează povestea Helenei „Lena” Grisky, o prințesă rusă din 1905, care se antrenează să fie balerină la Opera din Paris, fiind elevă la această școală. Cu toate acestea, Lena este pusă într-un adevărat vârtej de probleme de către prietenul ei nechibzuit și impulsiv, Henri. Henri nu știe că familia lui are un secret - sunt călători în timp și descoperă o bucată de timp ascunsă de tatăl său, el îi dă lui Lena drept cadou, considerându-l doar o bijuterie. Cu toate acestea, atunci când mama Lenei, prințesa Alexandra Grisky află despre relația dintre Lena și Henri, ea decide să o ia înapoi pe Lena în Rusia, ceea ce înseamnă că Lena va trebui să înceteze să danseze. Nefiind dispusă să se desprindă de Henri și de balet, Lena decide să fugă cu Henri, dar din cauza bucății de timp, oferită  de agenți, el o transportă accidental in viitor. Lena este acum prinsă în anul 2018, lăsându-l pe Henri să se lupte pentru a găsi o modalitate de a o readuce înapoi și de a lupta cu colecționarii Timpului, care și-au propus să o surprindă pe Lena.
Între timp, în 2018, Lena trebuie să continue să urmeze școala de balet la Opera din Paris, din epoca modernă, pentru a-și păstra identitatea secretă și a rămâne la Paris până când se poate întoarce în 1905. Cu toate acestea, în ciuda dorinței de a reveni în 1905, Lena se va acomoda curând în noua sa viață  și va lega prietenii noi cu unii dintre ceilalți elevi ai școlii - Jeff, Dash și Ines, care devine cea mai bună prietenă și prima care îi descoperă secretul. Cu toate acestea, ea găsește și o rivală, pe Thea cea nemiloasă, care o vede pe Lena ca pe o amenințare pentru ambiția ei de a fi cea mai bună dansatoare a școlii. Pentru a face lucrurile și mai complicate, chiar dacă Lena nu l-a uitat pe Henri, sfârșește să se îndrăgostească de  Max, unul dintre elevii școlii, care devine partenerul ei de dans. De asemenea, ea găsește o dragoste pentru un nou gen dans, hip-hop-ul, când se alătură grupului de dans al lui Max, numit BLOK. Cu toate aceste conflicte, Lena are o dilemă: să se întoarcă în 1905 sau să rămână aici, în viitor. 

## Distribuție
- Jessica Lord - Lena Grisky
- Hannah Dodd - Thea Raphael
- Rory J. Saper - Max Alvarez
- Eubha Akilade - Ines Lebreton
- Castle Rock - Jeff Chase
- Christy O’Donnell - Henri Duquet
- Terique Jarrett - Isaac
- Seán Óg Cairns - Frank
- Lawrence Walker - Pinky
- Luca Varsalona - Clive
- Katherine Erhardy - Gabrielle Carré
- Ingo Brosch - Victor Duquet
- Chris Baltus - Etienne
- Javone Prince - Oscar
- Edward Kagutuzi - Oscar (tânăr)
- Fox Chloe - Bree
- Audrey Hall - Claudine Renault
- Caitlin-Rose Lacey - Kennedy
- Manuel Pacific - Reuben
- Rik Young - Armando Castillo
- Elisa Doughty - prințesa Alexandra
- Sophie Airdien - Francie Parks
- Jake Swift  - Nico
- Isabelle Allen - Romy Jensen

## Difuzare originală
| Sezon | Premiera originală | Închiderea originală |
| ----- | ------------------ | -------------------- |
| 1     | 14 aprilie 2018    | 20 iulie 2018        |
| 2     | 16 august 2019     | 16 august 2019       |
| 3     | 21 august 2020     | 21 august 2020       |

## Difuzare
| Regiune | Canal                                | Ref.   |
| --- | ------------------------------------ | ------ |
| Australia | ABC                                  | [ 6 ]  |
| Canada | Gem                                  | [ 7 ]  |
| Bosnia și Herțegovina · Bulgaria · Croația · Cehia · Ungaria · Macedonia de Nord · Polonia · România · Serbia · Slovacia | HBO Europe                           | [ 8 ]  |
| Finlanda | Yleisradio                           | [ 9 ]  |
| Slovenia | Pop TV, HBO Europe și OTO            |        |
| Franța | Disney Channel și France Télévisions | [ 10 ] |
| Germania | ZDF                                  | [ 11 ] |
| Italia | Disney Channel, Rai Gulp și DeA Kids | [ 12 ] |
| Japonia | NHK Etele                            | [ 13 ] |
| Portugalia | SIC K și RTP 2                       |        |
| Suedia | SVT Barn                             |        |
| Regatul Unit | Nickelodeon                          | [ 14 ] |
| Statele Unite ale Americii                                                                                               | Hulu și Universal Kids               | [ 15 ] |
| America Latină | Disney Channel                       | [ 16 ] |
| Belgia | Ketnet                               |        |
| Țările de Jos | Zapp                                 | [ 17 ] |
| Catalonia | SX3                                  | [ 18 ] |

## Difuzarea în România
În România, a avut premiera la 14 octombrie 2019, sezonul 2 pe 12 octombrie 2020 iar sezonul 3 pe 22 martie 2021 pe canalul Disney Channel. 
| Sezon | Premiera în România |
| ----- | ------------------- |
| 1     | 14 octombrie 2019   |
| 2     | 12 octombrie 2020   |
| 3     | 22 martie 2021      |

## Dublajul în limba română
- Ana Udroiu - Lena Grisky

## Episoade

### Sezonul 1 (2018)
| Episodul | Titlu                                                          | Premiera originală | Premiera în România (HBO 2) | Premiera în România (Disney Channel) |
| -------- | -------------------------------------------------------------- | ------------------ | --------------------------- | ------------------------------------ |
| 1        | "The Portal of the opera" "Opera din Paris"                    | 14 aprilie 2018    | 13 august 2018              | 14 octombrie 2019                    |
| 2        | "Rooftop Hip-Hop" "Hip-Hop pe acoperiș"                        | 14 aprilie 2018    | 14 august 2018              | 14 octombrie 2019                    |
| 3        | "Togheter Again" "O întorsătură grabănă"                       | 14 aprilie 2018    | 15 august 2018              | 15 octombrie 2018                    |
| 4        | "Just Dance" "Dansează!"                                       | 21 aprilie 2018    | 16 august 2018              | 15 octombrie 2018                    |
| 5        | "Pineapple Therapy" "Terapia în oraș"                          | 21 aprilie 2018    | 17 august 2018              | 16 octombrie 2019                    |
| 6        | "Battle of the Tutus" "Bătălia tutuurilor                      | 28 aprilie 2018    | 18 august 2018              | 16 octombrie 2019                    |
| 7        | "Curse of the Fairy" "Piluete"                                 | 28 aprilie 2018    | 19 august 2018              | 17 octombrie 2019                    |
| 8        | "Twirls, Spins and Dobles" "Piluete, Sărituri și Pasodomuri"   | 5 mai 2018         | 20 august 2018              | 17 octombrie 2019                    |
| 9        | "Faux Besties" "Prietene False"                                | 5 mai 2018         | 21 august 2018              | 18 octombrie 2019                    |
| 10       | "A Pain in the Bun" "O pacoste în plus"                        | 12 mai 2018        | 22 august 2018              | 18 octombrie 2019                    |
| 11       | "What Happens Under the Garnier" "Ce se întâmplă sub Garnier?" | 19 mai 2018        | 23 august 2018              | 21 octombrie 2019                    |
| 12       | "The Chill Method" "Metoda de relaxare"                        | 19 mai 2018        | 24 august 2018              | 21 octombrie 2019                    |
| 13       | "Gone" "Dispărut"                                              | 20 iulie 2018      | 25 august 2018              | 22 octombrie 2019                    |
| 14       | "Time to Face the Music" "Înfruntarea muzicii"                 | 20 iulie 2018      | 26 august 2018              | 22 octombrie 2019                    |
| 15       | "Beetween the Bricks" "Printre discurs"                        | 20 iulie 2018      | 27 august 2018              | 23 octombrie 2019                    |
| 16       | "High-Stakes Hip-Hop" "Un Hip-Hop cu lucruri bizare"           | 20 iulie 2018      | 28 august 2018              | 23 octombrie 2019                    |
| 17       | "A Slippery Pointe" "O poantă alunecoasă"                      | 20 iulie 2018      | 29 august 2018              | 24 octombrie 2019                    |
| 18       | "Oh Brother" "Of Frate!"                                       | 20 iulie 2018      | 30 august 2018              | 24 octombrie 2019                    |
| 19       | "Running in the Family" "Trăsătură de familie"                 | 20 iulie 2018      | 31 august 2018              | 25 octombrie 2019                    |
| 20       | "Secrets and Pointes" "Secrete și Poante                       | 20 iulie 2018      | 01 septembrie 2018          | 25 octombrie 2019                    |
| 21       | "L.O.V.E." "I.U.B.I.R.E."                                      | 20 iulie 2018      | 02 septembrie 2018          | 28 octombrie 2019                    |
| 22       | "They Know" "S-a aflat"                                        | 20 iulie 2018      | 03 septembrie 2018          | 28 octombrie 2019                    |
| 23       | "Spinning Lies" "Minciuni amețitoare"                          | 20 iulie 2018      | 04 septembrie 2018          | 29 octombrie 2019                    |
| 24       | "Dance 'till You Drop" "Dansează până când cazi"               | 20 iulie 2018      | 05 septembrie 2018          | 29 octombrie 2019                    |
| 25       | "A Dangerouse Game" "Un joc periculos"                         | 20 iulie 2018      | 06 septembrie 2018          | 30 octombrie 2019                    |
| 26       | "Showtime" "Să înceapă spectacolul"                            | 20 iulie 2018      | 07 septembrie 2018          | 30 octombrie 2019                    |

### Sezonul 2 (2019)
| Episodul | Titlu                                            | Premiera originală | Premiera în România (HBO 2) | Premiera în România (Disney Channel) |
| -------- | ------------------------------------------------ | ------------------ | --------------------------- | ------------------------------------ |
| 1        | "Moments Later" Titlu netradus în limba română   | 16 august 2019     | 22 decembrie 2019           | 12 octombrie 2020                    |
| 2        | "New Year, New Rules" "An nou, reguli noi"       | 16 august 2019     | 23 decembrie 2019           | 13 octombrie 2020                    |
| 3        | "Out the Place" "Mergi la locul tău"             | 16 august 2019     | 24 decembrie 2019           | 14 octombrie 2020                    |
| 4        | "Whatever It Takes" "Cu orice preț"              | 16 august 2019     | 25 decembrie 2019           | 15 octombrie 2020                    |
| 5        | "Game On" "Să-nceapă jocul"                      | 16 august 2019     | 26 decembrie 2019           | 16 octombrie 2020                    |
| 6        | "Unexpected Allies" "Aliați neașteptați"         | 16 august 2019     | 27 decembrie 2019           | 19 octombrie 2020                    |
| 7        | "Close Call" "Pe muchie de cuțit"                | 16 august 2019     | 28 decembrie 2019           | 20 octombrie 2020                    |
| 8        | "Break a Leg" "Rupeți un picior"                 | 16 august 2019     | 29 decembrie 2019           | 21 octombrie 2020                    |
| 9        | "Guess Who's Back" "Ghici cine s-a întors"       | 16 august 2019     | 30 decembrie 2019           | 22 octombrie 2020                    |
| 10       | "New Kids On the BLOK" "Noi puști în BLOK"       | 16 august 2019     | 31 decembrie 2019           | 23 octombrie 2020                    |
| 11       | "The Takeover" "Preluarea"                       | 16 august 2019     | 01 ianuarie 2020            | 26 octombrie 2020                    |
| 12       | "Ballet Off" "Bătălia baletului"                 | 16 august 2019     | 02 ianuarie 2020            | 27 octombrie 2020                    |
| 13       | "Can't Beat the Elite" "Nu poți învinge elitele" | 16 august 2019     | 03 ianuarie 2020            | 28 octombrie 2020                    |
| 14       | "On the Run" "Pe fugă"                           | 16 august 2019     | 04 ianuarie 2020            | 29 octombrie 2020                    |
| 15       | "Like Father, Like Son" "Așa tată, așa fiu"      | 16 august 2019     | 05 ianuarie 2020            | 30 octombrie 2020                    |
| 16       | "Spread the Love" "Împrăștiați dragostea"        | 16 august 2019     | 06 ianuarie 2020            | 02 noiembrie 2020                    |
| 17       | "Who's the Boss?" "Cine-i șeful?"                | 16 august 2019     | 07 ianuarie 2020            | 03 noiembrie 2020                    |
| 18       | "The Brainy Bunch" "Grupul deștepților"          | 16 august 2019     | 08 ianuarie 2020            | 04 noiembrie 2020                    |
| 19       | "Sabotage" "Sabotaj"                             | 16 august 2019     | 09 ianuarie 2020            | 05 noiembrie 2020                    |
| 20       | "Mystery Princess" "Prințesa misterioasă"        | 16 august 2019     | 10 ianuarie 2020            | 06 noiembrie 2020                    |
| 21       | "Flash Forward" "Pe repede înainte"              | 16 august 2019     | 11 ianuarie 2020            | 09 noiembrie 2020                    |
| 22       | "Mutiny at the Garnier" "Revoltă la Garnier"     | 16 august 2019     | 12 ianuarie 2020"           | 10 noiembrie 2020                    |
| 23       | "Lost and Found" "Pierdut și găsit"              | 16 august 2019     | 13 ianuarie 2020            | 11 noiembrie 2020                    |
| 24       | "One Last Change" "O ultimă șansă"               | 16 august 2019     | 14 ianuarie 2020            | 12 noiembrie 2020                    |
| 25       | "He Knows" "S-a aflat"                           | 16 august 2019     | 15 ianuarie 2020            | 13 noiembrie 2020                    |
| 26       | "Going Home" "Plecarea acasă"                    | 16 august 2019     | 16 ianuarie 2020            | 16 noiembrie 2020                    |

### Sezonul 3 (2020)
| Episodul | Titlu                                            | Premiera originală | Premiera în România (HBO 3) | Premiera în România (Disney Channel) |
| -------- | ------------------------------------------------ | ------------------ | --------------------------- | ------------------------------------ |
| 1        | "This is 1983" "Acesta este 1983"                | 21 august 2020     | 02 ianuarie 2021            | 22 martie 2021                       |
| 2        | "The Future of Dance" "Viitorul dansului"        | 21 august 2020     | 02 ianuarie 2021            | 23 martie 2021                       |
| 3        | "Pair Up" "În echipă"                            | 21 august 2020     | 03 ianuarie 2021            | 24 martie 2021                       |
| 4        | "Trouble in Paradise" "Probleme în Paradis"      | 21 august 2020     | 03 ianuarie 2021            | 25 martie 2021                       |
| 5        | "The New Girl" "Fata cea nouă"                   | 21 august 2020     | 09 ianuarie 2021            | 26 martie 2021                       |
| 6        | "Trip Down Memory Lane" "Călătoria spre memorie" | 21 august 2020     | 09 ianuarie 2021            | 29 martie 2021                       |
| 7        | "Slamming Doors" "Uși trântite"                  | 21 august 2020     | 10 ianuarie 2021            | 30 martie 2021                       |
| 8        | "Magic Kiss" "Sărutul magic"                     | 21 august 2020     | 10 ianuarie 2021            | 31 martie 2021                       |
| 9        | "Old Friends" Titlu netradus în limba română     | 21 august 2020     | 16 ianuarie 2021            | 01 aprilie 2021                      |
| 10       | "Down to the Ride" "La pământ"                   | 21 august 2020     | 16 ianuarie 2021            | 02 aprilie 2021                      |
| 11       | "Family Reunion" "Reuniune de familie"           | 21 august 2020     | 17 ianuarie 2021            | 05 aprilie 2021                      |
| 12       | "The Nutcracker" "Spărgătorul de nuci"           | 21 august 2020     | 17 ianuarie 2021            | 06 aprilie 2021                      |
| 13       | "Four Heirs" "Urmașii"                           | 21 august 2020     | 23 ianuarie 2021            | 07 aprilie 2021                      |
| 14       | "The Deal" "Actul"                               | 21 august 2020     | 23 ianuarie 2021            | 08 aprilie 2021                      |
| 15       | "You're All Out" "Puteți pleca"                  | 21 august 2020     | 24 ianuarie 2021            | 09 aprilie 2021                      |
| 16       | "Operation Armando" "Operațiunea Armando"        | 21 august 2020     | 24 ianuarie 2021            | 12 aprilie 2021                      |
| 17       | "What If" "Cum ar fi"                            | 21 august 2020     | 30 ianuarie 2021            | 13 aprilie 2021                      |
| 18       | "Who's Got Talent" "Cine are talent"             | 21 august 2020     | 30 ianuarie 2021            | 14 aprilie 2021                      |
| 19       | "Only the Best" "Doar cel mai bun"               | 21 august 2020     | 31 ianuarie 2021            | 15 aprilie 2021                      |
| 20       | "Rescure Mission" "Misiune de salvare"           | 21 august 2020     | 31 ianuarie 2021            | 16 aprilie 2021                      |
| 21       | "Video Undercover" "Filmare sub acoperire"       | 21 august 2020     | 06 februarie 2021           | 19 aprilie 2021                      |
| 22       | "Time to Train" "E timpul să ne antrenăm"        | 21 august 2020     | 06 februarie 2021           | 20 aprilie 2021                      |
| 23       | "No Dance Today" "Azi nu se dansează"            | 21 august 2020     | 07 februarie 2021           | 21 aprilie 2021                      |
| 24       | "This is It" "Asta e"                            | 21 august 2020     | 07 februarie 2021           | 22 aprilie 2021                      |
| 25       | "The Chosen One" "Cel ales"                      | 21 august 2020     | 13 februarie 2021           | 23 aprilie 2021                      |
| 26       | "Make It or Break It" "Faci sau pleci"           | 21 august 2020     | 13 februarie 2021           | 26 aprilie 2021                      |

## Legături externe
- „O balerină la Paris (2018)”, Cinemagia, accesat în 31 mai 2020